# Olympische Sommerspiele 1988/Schwimmen
Bei den XXIV. Olympischen Sommerspielen 1988 in Seoul wurden im Schwimmen 31 Wettbewerbe ausgetragen, davon 16 für Männer und 15 für Frauen.
Die überragenden Schwimmer dieser Spiele waren Matt Biondi (fünfmal Gold, einmal Silber, einmal Bronze) und Kristin Otto (sechsmal Gold). Bei den Männern war die Dominanz der großen Schwimmnationen geringer als in früheren Jahren. Es gab auch Medaillen für Nationen wie Ungarn, Italien oder Spanien. Bei den Staffeln behielten die traditionellen Nationen aufgrund der Leistungsbreite die Oberhand. Bei den Damen war die DDR die alles dominierende Nation. Von 45 zu vergebenden Medaillen gewannen sie 22. Aber es machten auch Nationen wie Costa Rica und die Volksrepublik China durch Podestplätze auf sich aufmerksam. Seit diesen Spielen wurde China als Schwimmnation immer stärker.

## Männer

### 50 m Freistil
| Platz | Land | Athlet                | Zeit         |
| ----- | ---- | --------------------- | ------------ |
| 1     | USA  | Matt Biondi           | 22,14 s (WR) |
| 2     | USA  | Tom Jager             | 22,36 s      |
| 3     | URS  | Gennadi Prigoda       | 22,71 s      |
| 4     | SUI  | Dano Halsall          | 22,83 s      |
| 5     | SUI  | Stefan Volery         | 22,84 s      |
| 6     | URS  | Wolodymyr Tkatschenko | 22,88 s      |
| 7     | FRG  | Frank Henter          | 23,03 s      |
| 8     | AUS  | Andrew Baildon        | 23,15 s      |

Finale am 24. September

### 100 m Freistil
| Platz | Land | Athlet             | Zeit    |
| ----- | ---- | ------------------ | ------- |
| 1     | USA  | Matt Biondi        | 48,63 s |
| 2     | USA  | Christopher Jacobs | 49,08 s |
| 3     | FRA  | Stéphan Caron      | 49,62 s |
| 4     | URS  | Gennadi Prigoda    | 49,75 s |
| 5     | URS  | Juri Baschkatow    | 50,08 s |
| 6     | AUS  | Andrew Baildon     | 50,23 s |
| 7     | SWE  | Per Johansson      | 50,35 s |
| 8     | SWE  | Tommy Werner       | 50,54 s |

Finale am 22. September

### 200 m Freistil
| Platz | Land | Athlet           | Zeit             |
| ----- | ---- | ---------------- | ---------------- |
| 1     | AUS  | Duncan Armstrong | 1:47,25 min (WR) |
| 2     | SWE  | Anders Holmertz  | 1:47,89 min      |
| 3     | USA  | Matt Biondi      | 1:47,99 min      |
| 4     | POL  | Artur Wojdat     | 1:48,40 min      |
| 5     | FRG  | Michael Groß     | 1:48,59 min      |
| 6     | GDR  | Steffen Zesner   | 1:48,77 min      |
| 7     | USA  | Troy Dalbey      | 1:48,86 min      |
| 8     | FRG  | Thomas Fahrner   | 1:49,19 min      |

Finale am 19. September

### 400 m Freistil
| Platz | Land | Athlet               | Zeit             |
| ----- | ---- | -------------------- | ---------------- |
| 1     | GDR  | Uwe Daßler           | 3:46,95 min (WR) |
| 2     | AUS  | Duncan Armstrong     | 3:47,15 min      |
| 3     | POL  | Artur Wojdat         | 3:47,34 min      |
| 4     | USA  | Matthew Cetlinski    | 3:48,09 min      |
| 5     | POL  | Mariusz Podkościelny | 3:48,59 min      |
| 6     | FRG  | Stefan Pfeiffer      | 3:49,96 min      |
| 7     | GBR  | Kevin Boyd           | 3:50,16 min      |
| 8     | SWE  | Anders Holmertz      | 3:51,04 min      |

Finale am 23. September

### 1500 m Freistil
| Platz | Land | Athlet               | Zeit         |
| ----- | ---- | -------------------- | ------------ |
| 1     | URS  | Wladimir Salnikow    | 15:00,40 min |
| 2     | FRG  | Stefan Pfeiffer      | 15:02,69 min |
| 3     | GDR  | Uwe Daßler           | 15:06,15 min |
| 4     | USA  | Matthew Cetlinski    | 15:06,42 min |
| 5     | POL  | Mariusz Podkościelny | 15:14,76 min |
| 6     | FRG  | Rainer Henkel        | 15:18,19 min |
| 7     | GBR  | Kevin Boyd           | 15:21,16 min |
| 8     | YUG  | Darjan Petrič        | 15:37,12 min |

Finale am 25. September

### 100 m Rücken
| Platz | Land | Athlet            | Zeit    |
| ----- | ---- | ----------------- | ------- |
| 1     | JPN  | Daichi Suzuki     | 55,05 s |
| 2     | USA  | David Berkoff     | 55,18 s |
| 3     | URS  | Igor Poljanski    | 55,20 s |
| 4     | URS  | Sergej Sabolotnow | 55,37 s |
| 5     | CAN  | Mark Tewksbury    | 56,09 s |
| 6     | GDR  | Frank Baltrusch   | 56,10 s |
| 7     | FRG  | Frank Hoffmeister | 56,19 s |
| 8     | CAN  | Sean Murphy       | 56,32 s |

Finale am 24. September

Nachdem Igor Poljanski im sechsten Vorlauf mit 55,04 s einen neuen olympischen Rekord aufgestellt hatte, unterbot Weltrekordler David Berkoff diese Leistung im anschließenden Vorlauf und verbesserte dabei seine eigene Weltbestmarke um 0,40 s auf 54,51 s.

### 200 m Rücken
| Platz | Land | Athlet            | Zeit        |
| ----- | ---- | ----------------- | ----------- |
| 1     | URS  | Igor Poljanski    | 1:59,37 min |
| 2     | GDR  | Frank Baltrusch   | 1:59,60 min |
| 3     | NZL  | Paul Kingsman     | 2:00,48 min |
| 4     | URS  | Sergej Sabolotnow | 2:00,52 min |
| 5     | GDR  | Dirk Richter      | 2:01,67 min |
| 6     | FRG  | Jens-Peter Berndt | 2:01,84 min |
| 7     | USA  | Dan Veatch        | 2:02,26 min |
| 8     | BRA  | Rogério Romero    | 2:02,28 min |

Finale am 22. September

### 100 m Brust
| Platz | Land | Athlet            | Zeit        |
| ----- | ---- | ----------------- | ----------- |
| 1     | GBR  | Adrian Moorhouse  | 1:02,04 min |
| 2     | HUN  | Károly Güttler    | 1:02,05 min |
| 3     | URS  | Dmitri Wolkow     | 1:02,20 min |
| 4     | CAN  | Victor Davis      | 1:02,38 min |
| 5     | HUN  | Tamás Debnár      | 1:02,50 min |
| 6     | USA  | Rich Schroeder    | 1:02,55 min |
| 7     | ITA  | Gianni Minervini  | 1:02,93 min |
| 8     | GDR  | Christian Poswiat | 1:03,43 min |

Finale am 19. September

### 200 m Brust
| Platz | Land | Athlet            | Zeit        |
| ----- | ---- | ----------------- | ----------- |
| 1     | HUN  | József Szabó      | 2:13,52 min |
| 2     | GBR  | Nick Gillingham   | 2:14,12 min |
| 3     | ESP  | Sergio López Miró | 2:15,21 min |
| 4     | USA  | Mike Barrowman    | 2:15,45 min |
| 5     | URS  | Walerij Losyk     | 2:16,16 min |
| 6     | URS  | Wadim Alexejew    | 2:16,70 min |
| 7     | CAN  | Jon Cleveland     | 2:17,10 min |
| 8     | HUN  | Péter Szabó       | 2:17,12 min |

Finale am 23. September

### 100 m Schmetterling
| Platz | Land | Athlet              | Zeit    |
| ----- | ---- | ------------------- | ------- |
| 1     | SUR  | Anthony Nesty       | 53,00 s |
| 2     | USA  | Matt Biondi         | 53,01 s |
| 3     | GBR  | Andy Jameson        | 53,30 s |
| 4     | AUS  | Jon Sieben          | 53,33 s |
| 5     | FRG  | Michael Groß        | 53,44 s |
| 6     | USA  | Jay Mortenson       | 54,07 s |
| 7     | CAN  | Tom Ponting         | 54,09 s |
| 8     | URS  | Wadym Jaroschtschuk | 54,60 s |

Finale am 21. September

### 200 m Schmetterling
| Platz | Land | Athlet        | Zeit        |
| ----- | ---- | ------------- | ----------- |
| 1     | FRG  | Michael Groß  | 1:56,94 min |
| 2     | DEN  | Benny Nielsen | 1:58,24 min |
| 3     | NZL  | Anthony Mosse | 1:58,28 min |
| 4     | CAN  | Tom Ponting   | 1:58,91 min |
| 5     | USA  | Mel Stewart   | 1:59,19 min |
| 6     | AUS  | David Wilson  | 1:59,20 min |
| 7     | CAN  | Jon Kelly     | 1:59,48 min |
| 8     | SUR  | Anthony Nesty | 2:00,80 min |

Finale am 24. September

### 200 m Lagen
| Platz | Land | Athlet              | Zeit             |
| ----- | ---- | ------------------- | ---------------- |
| 1     | HUN  | Tamás Darnyi        | 2:00,17 min (WR) |
| 2     | GDR  | Patrick Kühl        | 2:01,61 min      |
| 3     | URS  | Wadym Jaroschtschuk | 2:02,40 min      |
| 4     | URS  | Michail Subkow      | 2:02,92 min      |
| 5     | FRG  | Peter Bermel        | 2:03,81 min      |
| 6     | AUS  | Robert Bruce        | 2:04,34 min      |
| 7     | GDR  | Raik Hannemann      | 2:04,82 min      |
| 8     | CAN  | Gary Anderson       | 2:06,35 min      |

Finale am 25. September

### 400 m Lagen
| Platz | Land | Athlet              | Zeit             |
| ----- | ---- | ------------------- | ---------------- |
| 1     | HUN  | Tamás Darnyi        | 4:14,75 min (WR) |
| 2     | USA  | David Wharton       | 4:17,36 min      |
| 3     | ITA  | Stefano Battistelli | 4:18,01 min      |
| 4     | HUN  | József Szabó        | 4:18,15 min      |
| 5     | GDR  | Patrick Kühl        | 4:18,44 min      |
| 6     | FRG  | Jens-Peter Berndt   | 4:21,71 min      |
| 7     | ITA  | Luca Sacchi         | 4:23,23 min      |
| 8     | FRG  | Peter Bermel        | 4:24,02 min      |

Finale am 21. September

### 4 × 100 m Freistil
| Platz | Land | Athleten                                                               | Zeit             |
| ----- | ---- | ---------------------------------------------------------------------- | ---------------- |
| 1     | USA  | Christopher Jacobs Troy Dalbey Tom Jager Matt Biondi                   | 3:16,53 min (WR) |
| 2     | URS  | Gennadi Prigoda Juri Baschkatow Nikolai Jewsejew Wolodymyr Tkatschenko | 3:18,33 min      |
| 3     | GDR  | Dirk Richter Thomas Flemming Lars Hinneburg Steffen Zesner             | 3:19,82 min      |
| 4     | FRA  | Stéphan Caron Christophe Kalfayan Laurent Neuville Bruno Gutzeit       | 3:20,02 min      |
| 5     | SWE  | Per Johansson Tommy Werner Joakim Holmquist Göran Titus                | 3:21,07 min      |
| 6     | FRG  | Michael Groß Thomas Fahrner Björn Zikarsky Peter Sitt                  | 3:21,65 min      |
| 7     | GBR  | Mike Fibbens Mark Foster Roland Lee Andy Jameson                       | 3:21,71 min      |
| 8     | ITA  | Roberto Gleria Giorgio Lamberti Fabrizio Rampazzo Andrea Ceccarini     | 3:22,93 min      |

Finale am 23. September

### 4 × 200 m Freistil
| Platz | Land | Athleten                                                           | Zeit             |
| ----- | ---- | ------------------------------------------------------------------ | ---------------- |
| 1     | USA  | Troy Dalbey Matthew Cetlinski Doug Gjertsen Matt Biondi            | 7:12,51 min (WR) |
| 2     | GDR  | Uwe Daßler Sven Lodziewski Thomas Flemming Steffen Zesner          | 7:13,68 min      |
| 3     | FRG  | Erik Hochstein Thomas Fahrner Rainer Henkel Michael Groß           | 7:14,35 min      |
| 4     | AUS  | Tom Stachewicz Ian Brown Jason Plummer Duncan Armstrong            | 7:15,23 min      |
| 5     | ITA  | Roberto Gleria Giorgio Lamberti Massimo Trevisan Valerio Giambalvo | 7:16,00 min      |
| 6     | SWE  | Anders Holmertz Tommy Werner Michael Söderlund Christer Wallin     | 7:19,10 min      |
| 7     | FRA  | Michel Pou Franck Iacono Olivier Fougeroud Ludovic Dépickère       | 7:24,69 min      |
| 8     | CAN  | Turlough O’Hare Donald Goss Donald Haddow Gary Vandermeulen        | 7:24,91 min      |

Finale am 21. September

### 4 × 100 m Lagen
| Platz | Land | Athleten                                                         | Zeit             |
| ----- | ---- | ---------------------------------------------------------------- | ---------------- |
| 1     | USA  | David Berkoff Richard Schroeder Matt Biondi Christopher Jacobs   | 3:36,93 min (WR) |
| 2     | CAN  | Mark Tewksbury Victor Davis Thomas Ponting Donald Goss           | 3:39,28 min      |
| 3     | URS  | Igor Poljanski Dmitri Wolkow Wadym Jaroschtschuk Gennadi Prigoda | 3:39,96 min      |
| 4     | FRG  | Frank Hoffmeister Alexander Mayer Michael Groß Björn Zikarsky    | 3:42,98 min      |
| 5     | JPN  | Daichi Suzuki Hironobu Nagahata Hiroshi Miura Shigeo Ogata       | 3:44,36 min      |
| 6     | AUS  | Carl Wilson Ian McAdam Jon Sieben Andrew Baildon                 | 3:45,85 min      |
| 7     | NED  | Hans Kroes Ron Dekker Frank Drost Patrick Dybiona                | 3:46,55 min      |
|       | GBR  | Neil Harper Adrian Moorhouse Andy Jameson Mark Foster            | DQ               |

Finale am 25. September

## Frauen

### 50 m Freistil
| Platz | Land | Athletin            | Zeit    |
| ----- | ---- | ------------------- | ------- |
| 1     | GDR  | Kristin Otto        | 25,49 s |
| 2     | CHN  | Yang Wenyi          | 25,64 s |
| 3     | GDR  | Katrin Meißner      | 25,71 s |
|       | USA  | Jill Sterkel        | 25,71 s |
| 5     | USA  | Leigh Ann Fetter    | 25,78 s |
| 6     | ROM  | Tamara Costache     | 25,80 s |
| 7     | FRA  | Catherine Plewinski | 25,90 s |
| 8     | AUS  | Karen van Wirdum    | 26,01 s |

Finale am 25. September

### 100 m Freistil
| Platz | Land | Athletin            | Zeit    |
| ----- | ---- | ------------------- | ------- |
| 1     | GDR  | Kristin Otto        | 54,93 s |
| 2     | CHN  | Zhuang Yong         | 55,47 s |
| 3     | FRA  | Catherine Plewinski | 55,49 s |
| 4     | GDR  | Manuela Stellmach   | 55,52 s |
| 5     | CRC  | Silvia Poll         | 55,90 s |
| 6     | NED  | Karin Brienesse     | 56,15 s |
| 7     | USA  | Dara Torres         | 56,25 s |
| 8     | NED  | Conny van Bentum    | 56,54 s |

Finale am 19. September

### 200 m Freistil
| Platz | Land | Athletin          | Zeit        |
| ----- | ---- | ----------------- | ----------- |
| 1     | GDR  | Heike Friedrich   | 1:57,65 min |
| 2     | CRC  | Silvia Poll       | 1:58,67 min |
| 3     | GDR  | Manuela Stellmach | 1:59,01 min |
| 4     | USA  | Mary Wayte        | 1:59,04 min |
| 5     | URS  | Natalja Trefilowa | 1:59,24 min |
| 6     | USA  | Mitzi Kremer      | 2:00,23 min |
| 7     | FRG  | Stephanie Ortwig  | 2:00,73 min |
| 8     | FRA  | Cécile Prunier    | 2:02,88 min |

Finale am 21. September

### 400 m Freistil
| Platz | Land | Athletin          | Zeit             |
| ----- | ---- | ----------------- | ---------------- |
| 1     | USA  | Janet Evans       | 4:03,85 min (WR) |
| 2     | GDR  | Heike Friedrich   | 4:05,94 min      |
| 3     | GDR  | Anke Möhring      | 4:06,62 min      |
| 4     | USA  | Tami Bruce        | 4:08,16 min      |
| 5     | AUS  | Janelle Elford    | 4:10,64 min      |
| 6     | BEL  | Isabelle Arnould  | 4:11,73 min      |
| 7     | FRG  | Stephanie Ortwig  | 4:13,05 min      |
| 8     | URS  | Natalja Trefilowa | 4:13,92 min      |

Finale am 22. September

### 800 m Freistil
| Platz | Land | Athletin               | Zeit        |
| ----- | ---- | ---------------------- | ----------- |
| 1     | USA  | Janet Evans            | 8:20,20 min |
| 2     | GDR  | Astrid Strauß          | 8:22,09 min |
| 3     | AUS  | Julie McDonald         | 8:22,93 min |
| 4     | GDR  | Anke Möhring           | 8:23,09 min |
| 5     | USA  | Tami Bruce             | 8:30,86 min |
| 6     | AUS  | Janelle Elford         | 8:30,94 min |
| 7     | BEL  | Isabelle Arnould       | 8:37,47 min |
| 8     | BUL  | Antoaneta Strumenliewa | 8:41,05 min |

Finale am 24. September

### 100 m Rücken
| Platz | Land | Athletin            | Zeit        |
| ----- | ---- | ------------------- | ----------- |
| 1     | GDR  | Kristin Otto        | 1:00,89 min |
| 2     | HUN  | Krisztina Egerszegi | 1:01,56 min |
| 3     | GDR  | Cornelia Sirch      | 1:01,57 min |
| 4     | USA  | Betsy Mitchell      | 1:02,71 min |
| 5     | USA  | Beth Barr           | 1:02,78 min |
| 6     | CRC  | Silvia Poll         | 1:03,34 min |
| 7     | AUS  | Nicole Livingstone  | 1:04,15 min |
| 8     | FRG  | Marion Aizpors      | 1:04,19 min |

Finale am 22. September

### 200 m Rücken
| Platz | Land | Athletin            | Zeit        |
| ----- | ---- | ------------------- | ----------- |
| 1     | HUN  | Krisztina Egerszegi | 2:09,29 min |
| 2     | GDR  | Kathrin Zimmermann  | 2:10,61 min |
| 3     | GDR  | Cornelia Sirch      | 2:11,45 min |
| 4     | USA  | Beth Barr           | 2:12,39 min |
| 5     | AUS  | Nicole Livingstone  | 2:13,43 min |
| 6     | USA  | Andrea Hayes        | 2:15,02 min |
| 7     | NED  | Jolanda de Rover    | 2:15,17 min |
| 8     | FRG  | Svenja Schlicht     | 2:15,94 min |

Finale am 25. September

### 100 m Brust
| Platz | Land | Athletin           | Zeit        |
| ----- | ---- | ------------------ | ----------- |
| 1     | BUL  | Tanja Dangalakowa  | 1:07,95 min |
| 2     | BUL  | Antoaneta Frenkewa | 1:08,74 min |
| 3     | GDR  | Silke Hörner       | 1:08,83 min |
| 4     | CAN  | Allison Higson     | 1:08,86 min |
| 5     | URS  | Jelena Wolkowa     | 1:09,24 min |
| 6     | USA  | Tracey McFarlane   | 1:09,60 min |
| 7     | CHN  | Huang Xiaomin      | 1:10,53 min |
| 8     | GDR  | Annett Rex         | 1:10,67 min |

Finale am 23. September

### 200 m Brust
| Platz | Land | Athletin            | Zeit             |
| ----- | ---- | ------------------- | ---------------- |
| 1     | GDR  | Silke Hörner        | 2:26,71 min (WR) |
| 2     | CHN  | Huang Xiaomin       | 2:27,49 min      |
| 3     | BUL  | Antoaneta Frenkewa  | 2:28,34 min      |
| 4     | BUL  | Tanja Bogomilowa    | 2:28,43 min      |
| 5     | URS  | Julija Bohatschowa  | 2:28,54 min      |
| 6     | BEL  | Ingrid Lempereur    | 2:29,42 min      |
| 7     | CAN  | Allison Higson      | 2:29,60 min      |
| 8     | ITA  | Manuela Dalla Valle | 2:29,86 min      |

Finale am 21. September

### 100 m Schmetterling
| Platz | Land | Athletin            | Zeit        |
| ----- | ---- | ------------------- | ----------- |
| 1     | GDR  | Kristin Otto        | 59,00 s     |
| 2     | GDR  | Birte Weigang       | 59,45 s     |
| 3     | CHN  | Qian Hong           | 59,52 s     |
| 4     | FRA  | Catherine Plewinski | 59,58 s     |
| 5     | USA  | Janel Jorgensen     | 1:00,48 min |
| 6     | NED  | Conny van Bentum    | 1:00,62 min |
| 7     | USA  | Mary T. Meagher     | 1:00,97 min |
| 8     | CHN  | Wang Xiaohong       | 1:01,15 min |

Finale am 23. September

### 200 m Schmetterling
| Platz | Land | Athletin         | Zeit        |
| ----- | ---- | ---------------- | ----------- |
| 1     | GDR  | Kathleen Nord    | 2:09,51 min |
| 2     | GDR  | Birte Weigang    | 2:09,91 min |
| 3     | USA  | Mary T. Meagher  | 2:10,80 min |
| 4     | ROM  | Stela Pura       | 2:11,28 min |
| 5     | USA  | Trina Radke      | 2:11,55 min |
| 6     | JPN  | Kiyomi Takahashi | 2:11,62 min |
| 7     | CHN  | Wang Xiaohong    | 2:12,34 min |
| 8     | NED  | Conny van Bentum | 2:13,17 min |

Finale am 25. September

### 200 m Lagen
| Platz | Land | Athletin           | Zeit        |
| ----- | ---- | ------------------ | ----------- |
| 1     | GDR  | Daniela Hunger     | 2:12,59 min |
| 2     | URS  | Jelena Dendeberowa | 2:13,31 min |
| 3     | ROM  | Noemi Lung         | 2:14,85 min |
| 4     | AUS  | Jodie Clatworthy   | 2:16,31 min |
| 5     | NED  | Marianne Muis      | 2:16,40 min |
| 6     | ROM  | Aneta Pătrășcoiu   | 2:16,70 min |
| 7     | CHN  | Lin Li             | 2:17,42 min |
| 8     | USA  | Whitney Hedgepeth  | 2:17,99 min |

Finale am 24. September

### 400 m Lagen
| Platz | Land | Athletin           | Zeit        |
| ----- | ---- | ------------------ | ----------- |
| 1     | USA  | Janet Evans        | 4:37,76 min |
| 2     | ROM  | Noemi Lung         | 4:39,46 min |
| 3     | GDR  | Daniela Hunger     | 4:39,76 min |
| 4     | URS  | Jelena Dendeberowa | 4:40,44 min |
| 5     | GDR  | Kathleen Nord      | 4:41,64 min |
| 6     | AUS  | Jodie Clatworthy   | 4:45,86 min |
| 7     | CHN  | Lin Li             | 4:47,05 min |
| 8     | AUS  | Donna Procter      | 4:47,51 min |

Finale am 19. September

### 4 × 100 m Freistil
| Platz | Land | Athletinnen                                                                  | Zeit        |
| ----- | ---- | ---------------------------------------------------------------------------- | ----------- |
| 1     | GDR  | Kristin Otto Katrin Meißner Daniela Hunger Manuela Stellmach                 | 3:40,63 min |
| 2     | NED  | Marianne Muis Mildred Muis Conny van Bentum Karin Brienesse                  | 3:43,39 min |
| 3     | USA  | Mary Wayte Mitzi Kremer Laura Walker Dara Torres                             | 3:44,25 min |
| 4     | CHN  | Xia Fujie Yang Wenyi Lou Yaping Zhuang Yong                                  | 3:44,69 min |
| 5     | URS  | Jelena Dendeberowa Swetlana Issakowa Natalja Trefilowa Switlana Koptschykowa | 3:44,99 min |
| 6     | CAN  | Kathy Bald Patricia Noall Andrea Nugent Jane Kerr                            | 3:46,75 min |
| 7     | FRG  | Stephanie Ortwig Marion Aizpors Christiane Pielke Karin Seick                | 3:46,90 min |
| 8     | DEN  | Gitta Jensen Pia Sørensen Mette Jacobsen Annette Møldrup Jørgensen           | 3:49,25 min |

Finale am 22. September

### 4 × 100 m Lagen
| Platz | Land | Athletinnen                                                           | Zeit        |
| ----- | ---- | --------------------------------------------------------------------- | ----------- |
| 1     | GDR  | Kristin Otto Silke Hörner Birte Weigang Katrin Meißner                | 4:03,74 min |
| 2     | USA  | Beth Barr Tracey McFarlane Janel Jorgensen Mary Wayte                 | 4:07,90 min |
| 3     | CAN  | Lori Melien Allison Higson Jane Kerr Andrea Nugent                    | 4:10,49 min |
| 4     | AUS  | Nicole Livingstone Lara Hooiveld Fiona Alessandri Karen van Wirdum    | 4:11,57 min |
| 5     | NED  | Jolanda de Rover Linda Moes Conny van Bentum Karin Brienesse          | 4:12,19 min |
| 6     | BUL  | Bistra Gospodinowa Tanja Bogomilowa Newjana Mitewa Natascha Christowa | 4:12,36 min |
| 7     | FRG  | Svenja Schlicht Britta Dahm Gabi Reha Marion Aizpors                  | 4:12,89 min |
| 8     | ITA  | Lorenza Vigarani Manuela Dalla Valle Ilaria Tocchini Silvia Persi     | 4:13,85 min |

Finale am 24. September